# Радківка (річка)
Радківка — річка в Україні, у  Прилуцькому районі Чернігівської області. Ліва притока Удаю (басейн Дніпра).

## Опис
Довжина річки 13 км, похил річки — 2,2 м/км. Площа басейну 62,6 км².

## Розташування
Бере початок у Дзюбівці. Тече переважно на південний захід через села Буди, Пелюхівку, Радьківку і впадає у річку Удай, праву притоку Сули.

## Цікавий факт
- Річка майже повністю поротікає територією Ічнянського національного природного парку.